# 共和国议会 (北塞浦路斯)
共和国议会（土耳其语：Cumhuriyet Meclisi）是北塞浦路斯的国家立法机关。共和国议会实行一院制，由50名议员组成。议会任期4年。现任议长是锡贝尔·赛伯。